# Кривоножко, Владимир Егорович
Владимир Егорович Кривоножко (род. 1948) — математик, доктор физико-математических наук, профессор кафедры нелинейных динамических систем и процессов управления факультета ВМК МГУ, профессор МФТИ и МИСиС.

## Биография
Родился 11 июля 1948 года в Москве. Окончил среднюю школу № 447 г. Москвы (1966), факультет радиотехники и кибернетики Московского физико-технического института (1972).
Кандидат физико-математических наук (1979), тема диссертации «Конечные методы решения задач динамического линейного программирования» (научный руководитель А. И. Пропой). Доктор физико-математических наук (1996), тема диссертации: «Развитие конечных методов решения задач оптимизации. Декомпозиционный подход». Ученые звания: доцент (2007), профессор (2009).
Работал в Институте проблем управления АН СССР (1972—1976). Со дня образования (1976), работает в Институте системного анализа РАН, в настоящее время — в должности ведущего научного сотрудника. Профессор МФТИ. Заведующий кафедрой АСУ в МИСиС (с 2009). В Московском университете работает по совместительству в должности профессора кафедры нелинейных динамических систем и процессов управления факультета ВМК МГУ факультета ВМК (с 2007).
Область научных интересов: теория и методы решения задач оптимизации большой размерности, математическая экономика, исследование операций, анализ деятельности сложных социально-экономических систем.
Основные научные результаты связаны с разработкой декомпозиционных методов решения задач оптимизации большой размерности, с построением алгоритмов визуализации многомерных множеств на основе построения алгоритмов сечения этих множеств аффинными подпространствами меньшей размерности, с обоснованием и вычислением важнейших показателей деятельности сложных систем на основе прямого подхода. Разработанная под руководством В. Е. Кривоножко программная система «EffiVision» внедрена в крупнейших компаниях и организациях страны, числе которых: РАО «ЕЭС России», Счётная палата РФ, администрации ряда городов России, ЦБ РФ и др.
Автор более 100 научных работ.